# Amimo
amimo 有限責任事業組合（amimo LLP、あみも）は、プロダクション・アイジーとトランスコスモスが共同出資し2006年4月3日に設立した有限責任事業組合 (LLP) である。「clappa！」及び「デコブログ」を運営している。
出資金は1億円。出資比率はトランスコスモスが75%、プロダクション・アイジーが25%である。

## clappa!
2006年7月14日に開設した「clappa！」(クラッパ！)はプロダクション・アイジーが制作するアニメのキャラクターの設定資料、用語集のほか制作スタッフのインタビューなどを無料で見ることができるサイト。作品に関するコミュニティの閲覧は会員登録しないと出来ない。2007年10月末日にコンテンツの更新を停止。